# 博斯特嶺
76°56′S 143°38′W / 76.933°S 143.633°W
博斯特嶺（英語：Post Ridge）是南極洲的山嶺，位於瑪麗伯德地，處於斯旺山東北面，屬於福特山脈的一部分，長6公里，由美國研究隊發現和繪入地圖，現時由南極條約體系管理。